# Alan Stacey
Alan Stacey (Broomfield, Essex, Inglaterra, 29 de agosto de 1933-Francorchamps, Bélgica, 19 de junio de 1960) fue un piloto de automovilismo británico. Inició su asociación con Lotus cuando construyó uno de los kits del MkVI que entonces ofrecía la marca. Habiendo pilotado este coche continuó construyendo el Eleven, con el que finalmente compitió en Le Mans tras el escudo del equipo Lotus. Durante los años siguientes empleó mucho tiempo desarrollando los Lotus de Gran Premio, sobre todo el 16 de motor delantero y a continuación el 18. Participó en siete Grandes Premios del Campeonato mundial de Fórmula 1, debutando el 19 de julio de 1958. No logró puntuar en el campeonato. También participó en varias carreras no puntuables de Fórmula 1.

## Sport-prototipos
Stacey formó tándem con P.H. Ashdown, pilotando un Lotus de 1.098 c.c. en las 24 Horas de Le Mans de 1957. Obtuvieron la novena plaza con un promedio de 159,458 kilómetros por hora. Los primeros cuatro puestos los coparon los equipos británicos de Jaguar Racing. En el Aintree, a los mandos de un Lotus-Climax, Stacey se proclamó vencedor de una carrera para coches de sport de 1.400 cc a dos litros, celebrada en julio de 1959. Marcó un tiempo de 37 minutos 39,4 segundos.

## Muerte

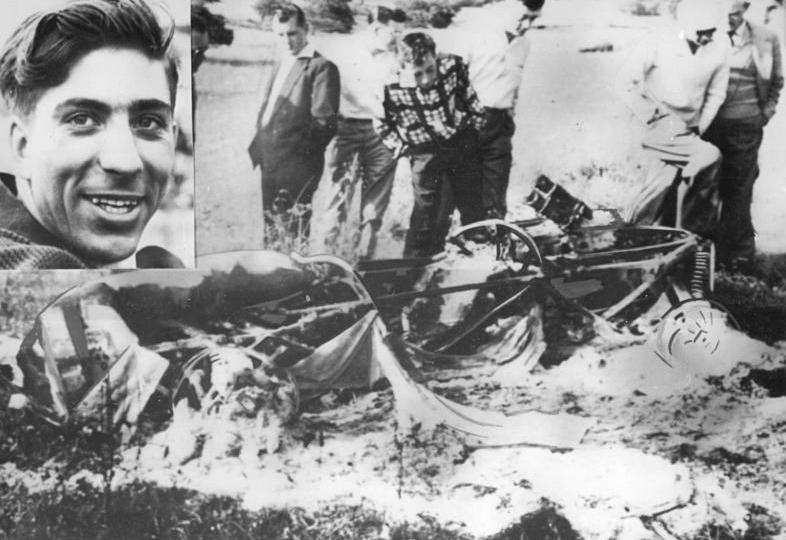
Los restos del automóvil de Alan Stacey tras el fatal accidente durante el Gran Premio de Bélgica de 1960.

Stacey perdió la vida durante el Gran Premio de Bélgica de 1960, en el Spa-Francorchamps, al impactar a 190 km/h, tras haberle golpeado en el rostro un pájaro en la vuelta 25, cuando rodaba con su Lotus en sexta posición. Stacey pilotaba el Lotus 18 en el que Stirling Moss tuvo un grave accidente durante los entrenamientos. El coche fue a parar a la cuneta, donde se encuentra al piloto sin vida. Perece unos minutos después que Chris Bristow, que pilotaba un Cooper perteneciente al equipo de Yeoman Credit. Los dos ingleses perdieron la vida a poca distancia, en la misma curva a la derecha en la que Moss se accidentó el día anterior. Moss abandonó con fractura de piernas, tres costillas y la nariz. En una edición de Road and Track hacia la mitad de los años 1980, su amigo y compañero de escudería Innes Ireland escribió un conmovedor artículo sobre la muerte de Stacey, en el que manifestó que algunos espectadores afirmaron que un pájaro había volado hacia el rostro de Stacey mientras se acercaba a la curva, posiblemente le golpeó dejándole inconsciente, e incluso pudo ser que la fractura del cuello le produjera la muerte, antes de que el coche impactara.

## Personalidad
Stacey fue definido como silencioso y gregario. Su conducción era conservadora según un observador. Tenía una pierna artificial y se confabuló con sus compañeros de equipo para engañar a los controles médicos para participar en Le Mans. Cruzaba sus piernas poniendo la de verdad arriba, a la hora de comprobar sus reflejos. Entonces sus compañeros de escudería tosían con fuerza. Stacey descruzaba sus piernas y las volvía a cruzar cuando el médico se volvía hacia él, de nuevo con la verdadera arriba. Se valía de una empuñadura de manillar de motocicleta sobre la palanca de cambios para regular la velocidad del motor al reducir de marcha, porque no podía hacer «punta-tacón».

## Hechos más recientes
El Lotus VI original pilotado por Stacey fue comprado a su propietario por la familia Stacey y sometido a una completa pero benévola restauración a manos del amigo de la escuela de Stacey, Club de conductores de Bentleys y miembro de la Asociación de pilotos históricos de Grandes Premios, Ian Bentall quien originalmente había ayudado a construir el coche. El Lotus aún está en manos de la familia Stacey, donde ocasionalmente se deja ver sobre la pista.

## Resultados

### Fórmula 1
| Año     | Escudería  | 1       | 2       | 3   | 4       | 5       | 6   | 7       | 8   | 9       | 10  | 11  | Pos. | Puntos |
| ------- | ---------- | ------- | ------- | --- | ------- | ------- | --- | ------- | --- | ------- | --- | --- | ---- | ------ |
| 1958    | Team Lotus | ARG     | MON     | NED | 500     | BEL     | FRA | GBR Ret | GER | POR     | ITA | MAR | NC   | 0      |
| 1959    | Team Lotus | MON     | 500     | NED | FRA     | GBR 8   | GER | POR     | ITA | USA Ret |     |     | NC   | 0      |
| 1960    | Team Lotus | ARG Ret | MON Ret | 500 | NED Ret | BEL Ret | FRA | GBR     | POR | ITA     | USA |     | NC   | 0      |
| Fuente: |            |         |         |     |         |         |     |         |     |         |     |     |      |        |